# 帕諾拉馬湖 (愛荷華州)
帕諾拉馬（英語：Lake Panorama）是位於美國愛荷華州加斯里縣的一個人口普查指定地區。

## 人口
根據2010年美國人口普查的數據，帕諾拉馬的面積為21.48平方千米，當中陸地面積為17.14平方千米，而水域面積為4.34平方千米。當地共有人口1309人，而人口密度為每平方千米60.94人。